# Велени (Долж)
Велени (рум. Veleni) насеље је у Румунији у округу Долж у општини Сеака де Падуре. Oпштина се налази на надморској висини од 196 m.

## Становништво
Према подацима из 2002. године у насељу је живело 581 становника, од којих су сви румунске националности.